# Чингізиди

Портрет Чингізхана

Чингі́зиди (від англ. Chinggisid, «Чингісовичі», «рід Чингіса») — монгольська ханська (царська) династія, прямі нащадки Чингісхана (хана Чингіса) з роду Борджигінів. У Чингісхана та його першої дружини Борте було чотири сини: Джучі, Чагатай, Угедей, Толуй. Тільки вони і їхні нащадки успадковували вищу владу в державі і лише їх нащадки носили родовий титул Чингізидів і мали право на видачу ярликів. На сьогодні близько 16 мільйонів людей є нащадками Чингізхана по чоловічій лінії. Так, його старший син Джучі залишив 14 синів. У свою чергу, онук Хубілай, який управляв Китаєм, мав 22 законних сини. Також — Чингісиди, Чингісовичі, рід Чингіса, Золотий рід (від (монг. Алтан ураг). 

## Гілки
- Монгольські Чингізиди
- Казахські Чингізиди (Торе)
- Узбецькі Чингізиди (Шейбаніди)
- Ґераї (кримські хани)
- Татарські Чингізиди (Тукайтимуриди)